# Västmanlands runinskrifter 30
Västmanlands runinskrifter 30 är ett runstensfragment i Möklinta socken i Sala kommun. Fragmentet finns idag på gammelgården i Möklinta, där det står lutat mot väggen till en manbyggnad. Dess ursprungliga plats är dock Fornebyåsen i samma socken.. Materialet är röd sandsten. Fragmentet tros utgöra runstenens nedre vänstra del och innehålla inskriftens början.

## Translitterering
I translittererad form har inskriften följande lydelse:
...-rfastr + raist... ...

## Översättning
Det första ordet tros vara namnet Torfast och det andra synliga ordet tolkas som "reste": "Torfast(?) reste ..."